# Yanina Kuskova
Yanina Kuskova, née le 11 décembre 2001 à Tachkent, est une coureuse cycliste ouzbèke.

## Biographie
En 2020, pour sa première saison élite, puis en 2021, elle remporte les deux titres nationaux, de la course en ligne et du contre-la-montre.
Lors de la saison 2023, son équipe de la Tashkent City réalise de bonnes performances, quoique teintées de controverses,. C'est ainsi qu'elles se retrouve automatique, et pour la première fois, invitée à participer aux grands Tours de la saison 2024. Yanina Kuskova participe alors au Tour d'Italie et au Tour de France, qu'elle termine.
Championne nationale, elle représente son pays sur la course en ligne lors des Jeux olympique de Paris 2024 où elle finie à la 51e place. La seule place de l'Ouzbékistan pour le contre-la-montre est attribuée à Olga Zabelinskaïa
Lors du Tour de France Femmes 2024 elle attire l'œil des médias en se retrouvant la seule coureuse de son équipe dès la 4e étape,,. Quelques semaines plus tard, lors des championnats du monde, elle doit combattre contre sa fédération pour participer à la course. En effet, la fédération ouzbèke refuse de financer la participation de Kuskova, qui se rend donc à Zurich privée de vélo,. Elle termine finalement 113e de la course en ligne.
En ce mois de septembre 2024, Kuskova annonce la disparition de l'équipe. Elle trouve une nouvelle équipe pour 2025, avec la formation espagnole Laboral Kutxa.

## Palmarès sur route

### Par années
- 2019
  -  Championne d'Ouzbékistan du contre-la-montre juniors

- 2020
  -  Championne d'Ouzbékistan sur route
  -  Championne d'Ouzbékistan du contre-la-montre

- 2021
  -  Championne d'Ouzbékistan sur route
  -  Championne d'Ouzbékistan du contre-la-montre
  - 2e du Grand Prix Velo Alanya

- 2022
  -  Championne d'Asie du contre-la-montre espoirs
  -  Championne d'Asie du contre-la-montre par équipes mixtes
  - Grand Prix Mediterrennean
  - 3e du Grand Prix Gazipaşa
  - 6e du championnat d'Asie sur route

- 2023
  -  Championne d'Asie du contre-la-montre espoirs
  -  Championne d'Ouzbékistan sur route
  -  Championne d'Ouzbékistan du contre-la-montre espoirs
  - Poreč Trophy Ladies
  -  Médaillée d'argent du championnat d'Asie du contre-la-montre par équipes mixtes
  - 2e du Trofeo Ponente in Rosa
  - 2e du championnat d'Ouzbékistan du contre-la-montre
  - 3e du Grand Prix Kaisareia
  - 10e du championnat d'Asie sur route

- 2024
  -  Championne d'Ouzbékistan sur route
  - Tour féminin de Bostonliq : 
    - Classement général
    - 1re étape (contre-la-montre)

  -  Médaillée d'argent du championnat d'Asie du contre-la-montre
  -  Médaillée d'argent du championnat d'Asie du contre-la-montre par équipes mixtes

- 2025
  -  Championne d'Asie du contre-la-montre
  - 3e du Tour du Salvador

### Résultats sur les grands tours

#### Tour d'Italie
1 participation
- 2024 : 85e

#### Tour de France
1 participation
- 2023 : 47e

### Classements mondiaux
| Année                                 | 2020 | 2021 | 2022 | 2023 | 2024 |
| ------------------------------------- | ---- | ---- | ---- | ---- | ---- |
| Classement UCI                        | 178e | 183e | 106e | 61e  | 110e |
| UCI World Tour                        | nc   | nc   | nc   | 224e | 212e |
|                                       |      |      |      |      |      |
| Légende : nc = non classéSource : UCI |      |      |      |      |      |

## Palmarès sur piste

### Championnats d'Asie
- New Delhi 2022
  -  Médaillée de bronze de la poursuite individuelle
  -  Médaillée de bronze de la course aux points
  -  Médaillée de bronze de l'américaine